# Марія Жабчинська
Марія Жабчинська (уроджена Зеленкевич) (пол. Maria Żabczyńska; 14 вересня 1903, Сосновець поблизу Сендзішува, — 27 січня 1981, Варшава) — польська актриса театру і кіно. Дружина актора Олександра Жабчинського, сестра Казимира Юзефа Зеленкевича, художника, який працював в еміграції (у Франції та Англії).

## Біографія
Освіту здобула спочатку в Москві (з 1919 р. драматична студія «Пролеткульт»), а потім завершила її у Варшавському редутському інституті, який закінчила в 1924 р. Грала в Театрі ім. Богуславського під керівництвом Леона Шиллера, а згодом і з гастрольними театрами на сценах Бидгоща, Львова, Познані та Лодзі. Виступала також у театрах-ревю у Варшаві: «Морське око» (Halo, Malicka and Sawan, 1931; Miłość i tango, 1931; Boccaccio, 1933), «Wesołe Oko».
З 1923 р. була співзасновницею Театру для дітей Польського радіо, де також грала й режисерувала.
Під час війни працювала офіціанткою. Після війни повернулася на сцену. Була задіяна на сценах Міських драматичних театрів у Варшаві (1945—1949), а потім у Польському театрі (1949—1969 та 1970—1975). Понад 20 років вона позичала свій голос у радіоромані «W Jeziorany», де зіграла роль Анєли Яблонської.
Нагороджена Лицарським хрестом Ордена Відродження Польщі.
У 1923 році вийшла заміж за Олександра Жабчинського. Вона та її чоловік поховані на військовому кладовищі Повонзкі у Варшаві (квартал A29-4-23).